# 土呂久砒素公害

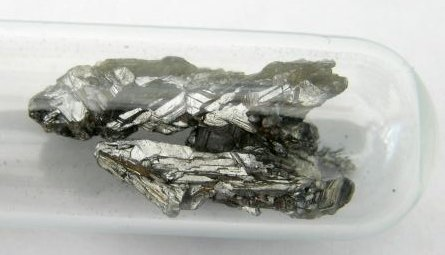
原因物質であるヒ素

土呂久砒素公害（とろくひそこうがい）とは、1920年（大正9年）から1941年（昭和16年）までと1955年（昭和30年）から1962年（昭和37年）までの計約30年間、宮崎県西臼杵郡高千穂町の旧土呂久鉱山で、亜砒酸を製造する「亜ヒ焼き」が行われ、重金属の粉塵、亜硫酸ガスの飛散、坑内水の川の汚染で起きた公害である。
皮膚の色素異常、角化、ボーエン病、皮膚癌、鼻中隔欠損、肺癌などをきたす。
鉱業権を買った住友金属鉱山に対して1975年（昭和50年）に裁判が始まり、15年後に和解した。

## 概説
発生場所は宮崎県西臼杵郡高千穂町土呂久で、1920年に同部で亜ヒ酸を製造した直後から亜ヒ酸の粉じん、亜硫酸ガス、重金属が体内に取り込まれて起こった公害である。
同部はV字型の谷をなし、猛烈な煙が停滞した。亜ヒ酸製造は1920年から1941年に及び、中断を挟み1955年から1962年も製造した。
同地区において多くの被害者を出し、慢性砒素中毒症の認定患者は195名（2015年〈平成27年〉12月31日現在。そのうち生存者45名、死亡者150名）にのぼる。
一時は「村の恥」だとして被害が隠匿されたが、次第に住民の健康状態が悪化。1971年（昭和46年）に西日本新聞が報道した後、1972年（昭和47年）1月に開催された日本教職員組合（日教組）の教研集会で出席者が被害状況を発表。これを同年1月17日に朝日新聞が報道し、全国に知られるようになった。

## 歴史
- 1920年 - 宮城正一が土呂久鉱山で亜砒焼を始める。
- 1923年 - 和合会が亜ヒ酸害毒を問題にする。
- 1925年 - 牛馬の奇病が相次ぎ、獣医の池田牧然が報告記を記載。
- 1930年 - 佐藤喜右衛門の妻サキ死亡。家人7人のうち5人が次々と死亡。
- 1933年 - 中島商事が土呂久鉱山の経営を始める。
- 1934年7月13日 - 延岡新聞（現・「宮崎日日新聞」）に「直接内務省に　亜砒酸精製　絶対反対陳情の岩戸村民」という記事が掲載される。
- 1936年 - 岩戸鉱山株式会社設立。
- 1937年 - 日中戦争始まる。亜ヒ酸は毒ガスの原料として使われていた。行き先は瀬戸内海の大久野島の毒ガス製造所である。
- 1941年 - 岩戸鉱山、火災を起こして休山。
- 1943年 - 岩戸鉱山から中島鉱山へ。
- 1955年 - 反対にもかかわらず中島鉱山が再開。
- 1958年 - 中島鉱山、大切坑の地下110メートルの坑底で水が湧きだし、坑道が水没して休山。
- 1959年3月 - 中島鉱山、経営権が住友金属鉱山へ移る。
- 1960年8月17日 - 日向日日新聞（現・「宮崎日日新聞」）が煙害を報道、「土呂久地区に煙害？　木や草が枯れる　ほとんどの牛が不妊に　“精錬所の煙が原因”地元、調査を要望」という記事が掲載される。
- 1962年12月 - 中島鉱山閉山。
- 1967年 - 住友金属鉱山、土呂久鉱山の最終鉱業権者となる。
- 1970年12月8日 - 眼病・気管支炎のある佐藤ツルエが法務局に人権相談へ駆け込む。
- 1971年 - 岩戸小学校教諭（当時）の斎藤正健がツルエに会う。
- 1971年11月13日 - 斎藤が西日本新聞にて公害を告発。
- 同年11月28日 - 宮崎県医師会による検診。8名に異常を認めるも、公害は否定。
- 同年11月29日 - 環境庁から調査官がきて、公害を否定した。
- 1972年2月 - 熊本大学で精密検査を行う。皮膚所見は慢性ヒ素中毒としたが、内臓所見は現時点ではヒ素との関係は不明としている。
  - 文献：中村家政ら：宮崎県土呂久地区廃止鉱山周辺の症例、第１報、第２報、熊本医会誌 47,846-515,516-530,1973.[3]
- 1972年 - 宮崎県により粉じんの砒素濃度の調査が行われた。高濃度のヒ素が検出されたが、何故か3ケタ低く発表され、県議会で訂正された。
- 1972年7月 - 九州大学医学部教授（当時）倉恒匡徳により、「土呂久地区の鉱害にかかわる社会医学的調査成績」と同要約を発表。健康被害に最も重要な役割を果たしたものは砒素であり、ついで亜硫酸ガスとした。同教室の徳留信寛は肺癌多発を方向性を示唆した。次いで宮崎県知事黒木博は第一次知事斡旋に上京した。環境庁は皮膚と鼻の症状（鼻中隔穿孔症）があると認めるとした。

## 臨床所見
- 中村らが重視したのは皮膚症状で、斑状、びまん性の両方があり、露出部のみならず、被服部位にもみられ、白斑は特に被服部位で、雨だれ状が特徴的であり、角化症も手足などに見られた。また皮膚癌もみられた。皮膚、毛髪、爪においては、ヒ素は検出しなかった。呼吸器症状（52.1 %）、耳鼻科症状（70.8 %）、眼科症状（83.3 %）、末梢神経症状（62.5 %）も見られた。なお、同じ中村らは1976年に48人に増えた記録も行っている。[4]
- その後の報告で、ボーエン病、内臓癌（肺癌、泌尿器の癌）、末梢循環障害（壊疽など）などの発生が追加されている。
- 堀田らは1975年の検診で91名の詳細な症状を記載しているが、呼吸器症状は遷延か増悪、消化器症状は軽減が多く、眼耳鼻科症状は遷延、心臓循環器症状は増悪、神経症状は増悪、急性皮膚炎症状はみられないが、色素沈着、色素脱出、角化症は全例増悪していると記録している[5]。
- 宮崎医科大学皮膚科（現：宮崎大学医学部皮膚科）により、土呂久の検診が継続されている。
- ボーエン病は、日光露出部にもみられるが、特に、躯幹にしかも多数みられる場合は慢性ヒ素中毒を疑うべきであるとされる。

## 裁判
- 1975年12月 ; 5人1遺族は宮崎地裁延岡支部に提訴した。被告は1967年に鉱業権を買った住友金属鉱山株式会社である。
- 1984年3月 - 原告勝利。
- 1988年9月 - 控訴審判決。苦渋の勝訴。
- 1990年3月 - 全面勝訴。
- 最高裁から和解へ
  - 1990年 - 7項目の和解条項が原告（5名）と被告（住友側）の間で成立した。裁判も15年もかかり、責任はうやむやとなったが、見舞金が支払われることになった。その間、公害健康被害補償法が成立したが、この現実的役割は大きい。

## 日本の砒素公害
旧松尾鉱山（宮崎県児湯郡木城町）は1934年から1958年まで断続的に操業し、採掘した硫ヒ鉄鉱から亜ヒ酸を製造した。
1972年3月、元従業員の慢性ヒ素中毒症が発覚。被害者らは鉱山を経営する旧日本鉱業に損害賠償を求めた。
1983年3月、宮崎地裁延岡支部は同社に対し、原告6人に約1億400万円の支払いを命じる判決を言い渡し、同社は翌4月、原告を含む被害者の会と協定書を締結した。土呂久鉱山と同じ宮崎県でのヒ素公害であり、松尾は「第2の土呂久」とも呼ばれた。

## 世界の砒素公害
- 堀田らは、土呂久鉱害検診を通じて、世界の砒素公害に興味を発展させアジア砒素ネットワークを作った。全世界の砒素公害を現地を訪れて比較研究している[7][8]。

## 文献
- 土呂久を記録する会 『記録・土呂久』 (1993)　本多企画　宮崎県高岡
- 「土呂久鉱毒病（慢性ヒ素中毒症）の臨床的研究(1979)」 堀田宣之ら、体質医研報　29,199-235.
- 堀田宣之『慢性砒素中毒研究 -症候学的アプローチ-』 (2008) 　桜が丘病院　熊本
- “Arsenic Pollution, A global problem” (PDF).  Royal Geographical Society. 2009年10月9日時点のオリジナルよりアーカイブ。2010年2月22日閲覧。
- Color Atlas of Chronic Arsenic Poisoning(2010), Nobuyuki Hotta, Ichiro Kikuchi, Yasuko Kojo, Sakuragaoka Hospital, Kumamoto, ISBN 978-4-9905256-0-6.
- 堀田宣之、菊池一郎、古城八寿子『目で見る砒素中毒』 (2010), 　桜ケ丘病院、熊本市、ISBN 978-4-9905256-0-6.